# 吉內薇拉·班琪
吉内薇拉‧班琪（義大利語：Ginevra de' Benci）是15世纪佛罗伦萨的一位贵族。她因睿智而广受同时代人的敬仰。达‧芬奇为她创作了一幅肖像画。1967年，这幅画被艾尔莎‧梅隆‧布鲁斯基金会以当时创纪录的5百万美金的高价从列支敦士登王室的手中获取。这幅木板油画现收藏在坐落于华盛顿的國家藝廊。这是唯一一幅能在美洲見到的达‧芬奇画作。